# Ralph Rainger
Ralph Rainger (* 7. Oktober 1901 in New York City als Ralph Reichenthal; † 24. Oktober 1942) war ein US-amerikanischer Musiker, Film-Komponist und Liedtexter. Er arbeitete mit Leo Robin zusammen.

## Leben und Wirken
Ralph Rainger veröffentlichte im Alter von 22 Jahren seine erste Komposition, die er für ein Broadway-Theater geschrieben hatte. Er begann zunächst eine juristische Ausbildung, um sich dann ganz auf das Schreiben von Songs zu konzentrieren. 1926 arbeitete er bei dem Broadway-Musical Queen High als Probenpianist mit. Er spielte anfangs in Broadway-Orchestern und im Duo mit Edgar Fairchild in Vaudeville-Shows. Schließlich bekam er eine Anstellung in der Revue The Little Show (1929), für die er seinen ersten Hit „Moanin’ Low“ schrieb, mit dem Text von Howard Dietz. Das Stück schrieb er für die Sängerin Libby Holman.
Danach ging er – wie viele seiner Kollegen – nach Hollywood, um in der aufstrebenden Filmbranche für Musical-Produktionen der Paramount-Studios zu arbeiten. Sein Partner war in dieser Zeit der Liedtexter Leo Robin; zusammen bildeten sie eines der führenden Songwriter-Duos der 1930er und frühen 1940er Jahre. Sie schrieben über 50 Hits, zunächst vor allem Songs für Bing Crosby wie „Please“, „Here Live Love“ (1932), „June in January“ und „With Every Breathe I Take“ (1934). Der Song Love in Bloom aus dem Film She Loves Me Not gesungen von Bing Crosby wurde 1935 für den Oscar als besten Song nominiert. Zu einem Jazz-Standard, den Billie Holiday interpretierte, wurde der Song „Easy Living“ aus dem gleichnamigen Film von 1937.
Weitere Erfolge waren „Thanks for the Memory“, geschrieben für Bob Hope und Shirley Ross (The Big Broadcast of 1938, 1938).

## Tod
Leo Robin & Ralph Rainger arbeiteten bis zu Raingers plötzlichem Unfalltod zusammen, als er am 23. Oktober 1942 in der Nähe von Palm Springs, Kalifornien, mit einem Flugzeug abstürzte. Er war als Passagier an Bord einer zivilen Maschine der American Airlines DC-3, die mit einem Bomber des U.S. Army Air Corps zusammenstieß; er wurde nur 41 Jahre alt.

## Filmografie (Auswahl)
- 1932: Madame verliert ihr Kleid (This Is the Night)
- 1933: Alles für das Kind (A Bedtime Story)
- 1933: Sie tat ihm unrecht (She Done Him Wrong)
- 1934: Tempel der Schönheit (Kiss and Make-Up)
- 1934: Bolero
- 1939: Gullivers Reisen (Gulliver’s Travels)
- 1941: Tall, Dark and Handsome